# Aprepodoxa
Aprepodoxa is een geslacht van vlinders van de familie bladrollers (Tortricidae).

## Soorten
- A. glycitis (Meyrick, 1928)
- A. mimocharis Meyrick, 1937